# 堀田正邦
堀田 正邦（ほった まさくに、享保19年（1734年）- 明和9年6月2日（1772年7月2日））は、近江宮川藩の第4代藩主。堀田家宗家6代。
第3代藩主・堀田正陳の長男。母は水谷勝比の娘。正室は館林藩主・太田資晴の娘。継室は中津藩主・奥平昌成の娘。子は正穀（長男）、娘（戸田忠従正室のち松平信寅継々室）。官位は従五位下、出羽守。
幼名は三四郎。宝暦3年（1753年）、父の死去により跡を継ぐ。宝暦8年（1758年）、大番頭になった。
明和9年（1772年）6月2日、39歳で死去し、跡を長男の正穀が継いだ。法号は実円常性諦了院。墓所は江戸浅草の金蔵寺。

## 系譜
父母
- 堀田正陳（父）
- 水谷勝比の娘（母）

正室、継室
- 太田資晴の娘（正室）
- 奥平昌成の娘（継室）

側室
- 八巻氏

子女
- 堀田正穀（長男）生母は八巻氏（側室）
- 戸田忠従正室後に松平信寅継々室